# Indenrigs- og Boligministeriet
Indenrigs- og Boligministeriet var et dansk ministerium fra 2021 til 2022. Ministeriet blev oprettet ved kongelig resolution 21. januar 2021, hvor bolig- og byggeriområdet blev tilført fra Transport- og Boligministeriet, indenrigsområdet fra Social- og Indenrigsministeriet, planområdet og opgaver med regional- og landdistrikter fra Erhvervsministeriet.
Christian Rabjerg Madsen var minister.